# 2016–2017-es magyar női labdarúgó-bajnokság (első osztály)
A 2016–2017-es magyar nemzeti női labdarúgó-bajnokság első osztálya (hivatalos nevén: Jet-Sol Liga Női NB I 2016–17) nyolc csapat részvételével 2016. augusztus 14-én rajtolt. A címvédő a Ferencvárosi TC volt. A bajnokságot az MTK nyerte, története során hetedik alkalommal.

## A bajnokság csapatai
A 2016–2017-es magyar nemzeti labdarúgó-bajnokság első osztályát nyolc csapat részvételével rendezték, melyből hat fővárosi, kettő vidéki egyesület részvételével.
| A csapat teljes neve (rövid neve) | A csapat székhelye        |
| --------------------------------- | ------------------------- |
| Astra Hungary FC                  | Budapest XXI., Csepel     |
| Budapest Honvéd                   | Budapest XIX., Kispest    |
| ETO FC Győr                       | Győr                      |
| Ferencvárosi TC                   | Budapest IX., Ferencváros |
| Kóka KSK                          | Kóka                      |
| MTK Hungária FC                   | Budapest VIII.            |
| Újpesti TE                        | Budapest IV., Újpest      |
| Viktória FC                       | Szombathely               |

### Változások az előző idényhez képest
Kiesett
- 1. FC Femina

Feljutott a másodosztályból
- Újpesti TE

## Alapszakasz
| #  | Csapat            | M  | GY | D | V  | G+ – G– | GK  | P  | Megjegyzések        |
| -- | ----------------- | -- | -- | - | -- | ------- | --- | -- | ------------------- |
| 1. | Ferencvárosi TCCV | 14 | 13 | 0 | 1  | 72–9    | +63 | 39 | Felsőházi rájátszás |
| 2. | MTK Hungária FC   | 14 | 11 | 1 | 2  | 35–9    | +26 | 34 | Felsőházi rájátszás |
| 3. | Viktória FC       | 14 | 10 | 1 | 3  | 30–14   | +16 | 31 | Felsőházi rájátszás |
| 4. | ETO FC Győr       | 14 | 7  | 2 | 5  | 22–23   | −1  | 23 | Felsőházi rájátszás |
| 5. | Kóka KSK          | 14 | 5  | 1 | 8  | 26–31   | −5  | 16 | Alsóházi rájátszás  |
| 6. | Astra HFC         | 14 | 3  | 2 | 9  | 24–30   | −6  | 11 | Alsóházi rájátszás  |
| 7. | Újpesti TE        | 14 | 2  | 2 | 10 | 13–66   | −53 | 8  | Alsóházi rájátszás  |
| 8. | Budapest Honvéd   | 14 | 0  | 1 | 13 | 6–46    | −40 | 1  | Alsóházi rájátszás  |

Utolsó frissítés: 2018. június 1. 
Forrás: MLSZ adatbank 
A rangsorolás alapszabályai: 1. összpontszám, 2. győzelmek száma, 3. egymás elleni eredmények összpontszáma,  4. egymás elleni eredmények gólkülönbsége, 5. egymás elleni eredmények szerzett góljainak száma 6. gólkülönbség, 7. szerzett gólok száma.
(B): Bajnokcsapat, (K): Kieső csapat, (F): Feljutó csapat, (I): Kupainduló, (R): A rájátszás győztese, (KGY): Kupagyőztes

## Rájátszás - Felsőház
| #  | Csapat          | M  | GY | D | V | G+ – G– | GK  | P  | Megjegyzések                          |
| -- | --------------- | -- | -- | - | - | ------- | --- | -- | ------------------------------------- |
| 1. | Ferencvárosi TC | 20 | 19 | 0 | 1 | 95–15   | +80 | 57 | 2017–2018-as UEFA Női Bajnokok Ligája |
| 2. | MTK Hungária FC | 20 | 14 | 2 | 4 | 45–21   | +24 | 44 |                                       |
| 3. | Viktória FC     | 20 | 10 | 2 | 8 | 33–25   | +8  | 32 |                                       |
| 4. | ETO FC Győr     | 20 | 8  | 4 | 8 | 28–36   | −8  | 28 |                                       |

Utolsó frissítés: 2018. június 1. 
Forrás: MLSZ adatbank 
A rangsorolás alapszabályai: 1. összpontszám, 2. győzelmek száma, 3. egymás elleni eredmények összpontszáma,  4. egymás elleni eredmények gólkülönbsége, 5. egymás elleni eredmények szerzett góljainak száma 6. gólkülönbség, 7. szerzett gólok száma.
(B): Bajnokcsapat, (K): Kieső csapat, (F): Feljutó csapat, (I): Kupainduló, (R): A rájátszás győztese, (KGY): Kupagyőztes

## Döntő a bajnoki címért
A kiírás szerint a Ferencváros és az MTK két győzelemig tartó döntős párharcot vívott egymással a bajnoki címért. Ezt kettős győzelemmel, 2–0-ra az MTK csapata nyerte.

## Rájátszás - Alsóház
| #  | Csapat          | M  | GY | D | V  | G+ – G– | GK  | P  | Megjegyzések |
| -- | --------------- | -- | -- | - | -- | ------- | --- | -- | ------------ |
| 1. | Kóka KSK        | 20 | 10 | 1 | 9  | 38–34   | +4  | 31 |              |
| 2. | Astra HFC       | 20 | 6  | 3 | 11 | 39–41   | −2  | 21 |              |
| 3. | Újpesti TE      | 20 | 3  | 3 | 14 | 20–81   | −61 | 12 | Osztályozó   |
| 4. | Budapest Honvéd | 20 | 1  | 3 | 16 | 13–58   | −45 | 6  | NB II        |

Utolsó frissítés: 2018. június 1. 
Forrás: MLSZ adatbank 
A rangsorolás alapszabályai: 1. összpontszám, 2. győzelmek száma, 3. egymás elleni eredmények összpontszáma,  4. egymás elleni eredmények gólkülönbsége, 5. egymás elleni eredmények szerzett góljainak száma 6. gólkülönbség, 7. szerzett gólok száma.
(B): Bajnokcsapat, (K): Kieső csapat, (F): Feljutó csapat, (I): Kupainduló, (R): A rájátszás győztese, (KGY): Kupagyőztes

### Osztályozó
| 2017. május 28. 17:00 |

| Újpesti TE           | 2–0               | St. Mihály SE |
| -------------------- | ----------------- | ------------- |
| Durkó 38' Németh 91' | (1–0) Jegyzőkönyv |               |

| UTE Bánka Kristóf Sportközpont, Budapest Játékvezető: Molnár Réka |

| 2017. július 4. 17:00 |

| St. Mihály SE  | 2–2               | Újpesti TE           |
| -------------- | ----------------- | -------------------- |
| Zimányi 5' 43' | (2–1) Jegyzőkönyv | Mátyás 39' Durkó 63' |

| Tápé ESK Sportpálya, Szeged Játékvezető: Kiss Anikó Tünde |

4–2-es összesítéssel az Újpesti TE bennmaradt az NB I-ben.

## A góllövőlista élmezőnye
Összesített góllövőlista
| Gól | Név               | Csapat                     |
| --- | ----------------- | -------------------------- |
| 27  | Ebere Orji        | Ferencvárosi TC            |
| 15  | Slađana Bulatović | Kóka KSK, Ferencvárosi TC  |
| 15  | Fogl Katalin      | Astra HFC, Budapest Honvéd |